# 食蟲植物觀賞&栽培圖鑑
《食蟲植物觀賞&栽培圖鑑》是台湾植物作家夏洛特2007年出版的食虫植物著作。其为台灣第一本食蟲植物圖鑑。其综述了食虫植物的捕虫方式、原生地、食虫植物图鉴、种植及病虫害防治。其中共介绍了15类食虫植物，共约300种。
该书是许多初学者接触食虫植物园艺的第一道大门，但由于该书长期未被修订，故其中的内容也具有少量的时代局限性和错误，例如高棉猪笼草的配图问题、圣杯猪笼草的栽培难度问题等。